# Перемена
«Перемена» — всеукраїнська дитяча газета.
Попередники: Юный Спартак — перша дитяча газета в СРСР, а за деякими даними — і Європи. Перший номер вийшов 15 грудня 1922 р. Орган Харківського міського комітету юних спартаківців (однієї з перших дитячих комуністичних груп в Україні). Виходила російською мовою. З лютого 1923 — газета Харківського губернського комітету Комуністичної Спілки Молоді України та міського комітету юних спартаківців, а з серпня 1923 — всеукраїнська щотижнева газета Центральної та Харківської губернської комісій по дитячому руху та Харківського міського комітету юних спартаківців. Після смерті В. І. Леніна "Юный Спартак" 2 лютого 1924 перейменовано на «Юный Ленинец». Під такою назвою виходив до 1928 р. Протягом 1933–1941 рр. газета мала назву «Юный Пионер», а з 1944 по 1991 рр. знову «Юный Ленинец». Станом на 1991 р. була органом ЦК ЛКСМУ та Республіканської ради піонерських організацій.
З 1991 р. носить назву «Перемена».
У газеті розпочинали свій творчий шлях нині відомі письменники — поетеса Юнна Моріц, прозаїк Анатолій Кузнецов, фантаст Ігор Росоховатський, художник Сергій Поярков, літератор і краєзнавець Петро Кравчук, журналістка Виртосу Ірина та багато інших.